# Paraconvexitermes
Paraconvexitermes es un género de termitas  perteneciente a la familia Termitidae que tiene las siguientes especies:

## Especies
1. Paraconvexitermes acangapua
2. Paraconvexitermes junceus
3. Paraconvexitermes nigricornis